# Liv Racing TeqFind/2023

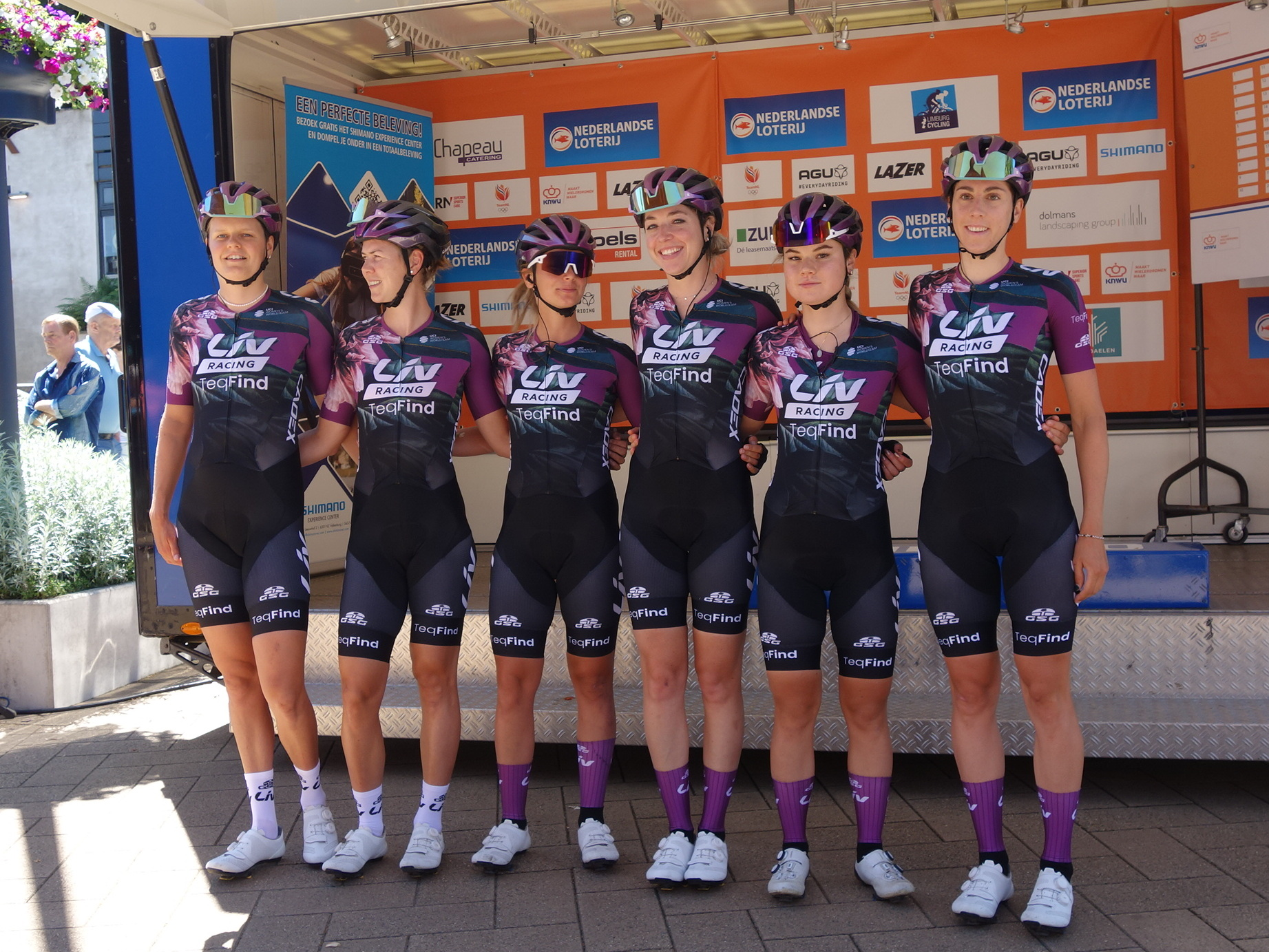
De ploeg aan de start van het Nederlands kampioenschap op de weg in Valkenburg.

Deze pagina geeft een overzicht van de vrouwenwielerploeg Liv Racing TeqFind in 2023.

## Algemeen
Algemeen manager: Eric van den Boom
Ploegleiders: Giorgia Bronzini
Fietsmerk: Liv

## Renners

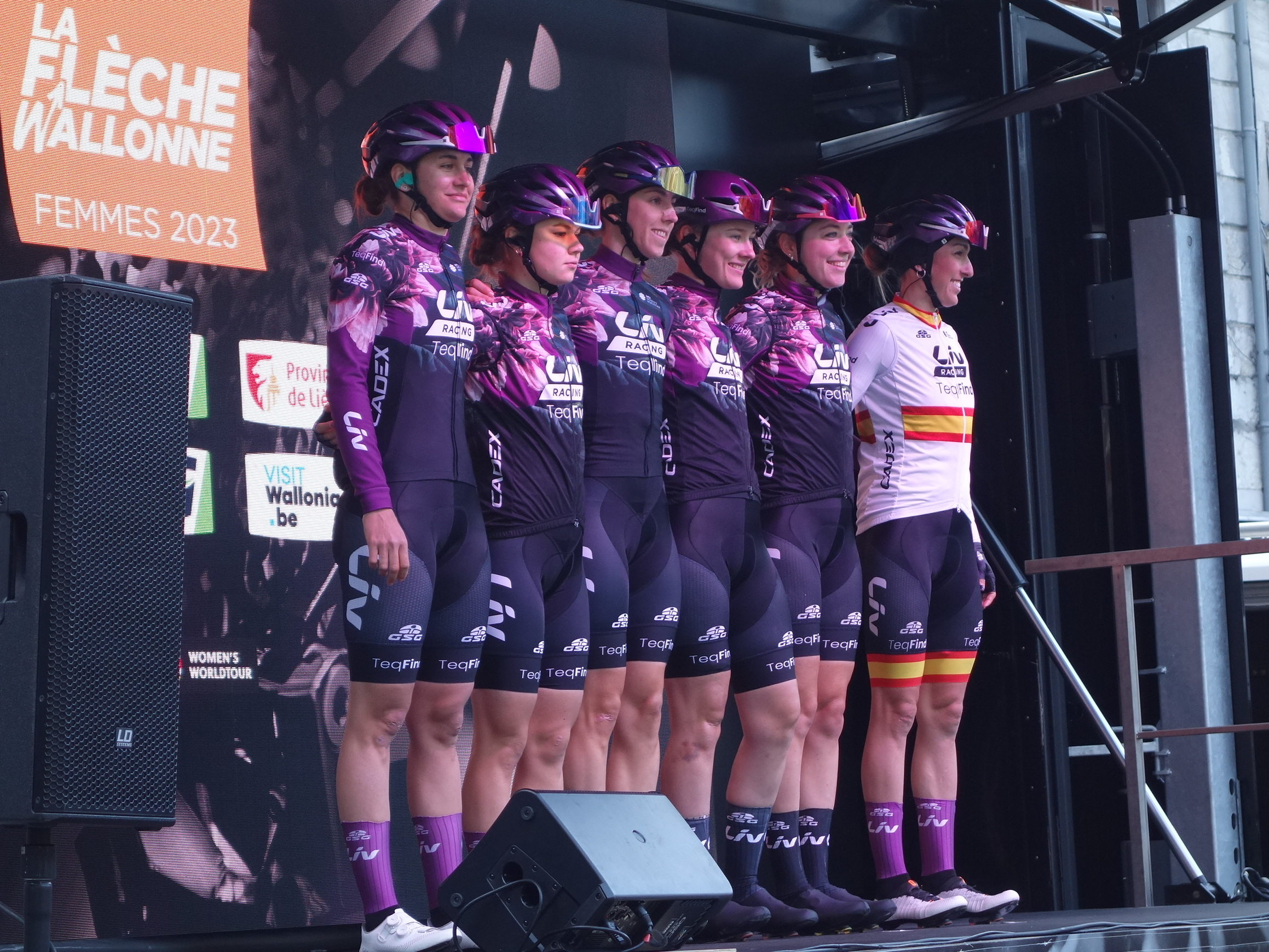
De ploeg in de Waalse Pijl 2023.

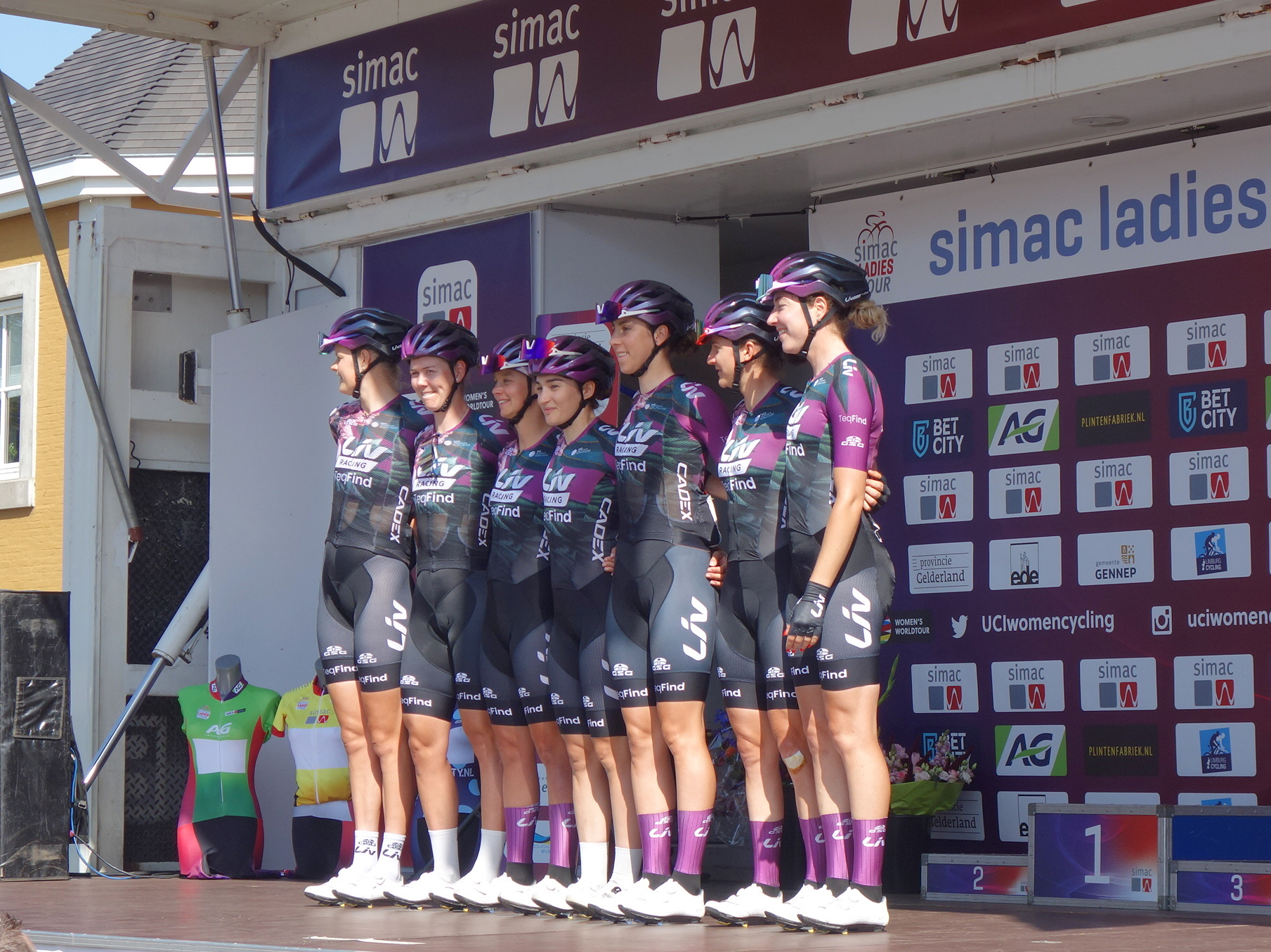
De ploeg in de Simac Ladies Tour 2023.

| Naam                | Geboortedatum | Nationaliteit    | Ploeg 2022          |
| ------------------- | ------------- | ---------------- | ------------------- |
| Caroline Andersson  | 29-07-2001    | Zweden           | Coop-Hitec Products |
| Rachele Barbieri    | 21-02-1997    | Italië           |                     |
| Eva Buurman         | 07-09-1994    | Nederland        |                     |
| Thalita de Jong     | 06-11-1993    | Nederland        |                     |
| Valerie Demey       | 17-01-1994    | België           |                     |
| Mavi García         | 02-01-1984    | Spanje           | UAE Team ADQ        |
| Marta Jaskulska     | 25-03-2000    | Polen            |                     |
| Jeanne Korevaar     | 24-09-1996    | Nederland        |                     |
| Ayesha McGowan      | 02-04-1987    | Verenigde Staten |                     |
| Tereza Neumanová    | 09-08-1998    | Tsjechië         |                     |
| Katia Ragusa        | 19-05-1997    | Italië           |                     |
| Silke Smulders      | 01-04-2001    | Nederland        |                     |
| Sabrina Stultiens   | 08-07-1993    | Nederland        |                     |
| Quinty Ton          | 04-08-1998    | Nederland        |                     |
| Amber van der Hulst | 21-09-1999    | Nederland        |                     |

### Vertrokken
| Naam           | Geboortedatum | Nationaliteit | Ploeg 2023             |
| -------------- | ------------- | ------------- | ---------------------- |
| Alison Jackson | 14-12-1988    | Canada        | EF Education-TIBCO-SVB |

## Overwinningen
Nationale kampioenschappen wielrennen
Spanje - wegwedstrijd: Mavi García
2006 · 2007 · 2008 · 2009 · 2010 · 2011 · 2012 · 2013 · 2014 · 2015 · 2016 · 2017 · 2018 · 2019 · 2020 · 2021 · 2022 · 2023
Canyon-SRAM · DSM · EF Education-TIBCO-SVB · FDJ-SUEZ · Fenix-Deceuninck · Human Powered Health · Israel Premier Tech Roland · Jayco AlUla · Jumbo-Visma · Liv Racing TeqFind · Movistar · SD Worx · Trek-Segafredo · UAE Team ADQ · Uno-X